# IC 4499
En astronomie, IC 4499 est le nom d'un amas globulaire de notre galaxie, la Voie lactée, dans la constellation de l'Oiseau de paradis. C'est l'objet astronomique numéro 4499 dans le catalogue astronomique (Index Catalogue, IC, en anglais). Du fait de sa très basse déclinaison, cet amas globulaire est très proche du pôle céleste sud, et n'est donc visible strictement de l'hémisphère sud. Il est situé un peu au nord de la limite avec la constellation de l'Octant et près de celle du Caméléon. Il faut un télescope de 200 mm pour bien le voir.